# Rhytisma himalense
Rhytisma himalense är en svampart som beskrevs av Syd., P. Syd. & E.J. Butler 1911. Rhytisma himalense ingår i släktet Rhytisma och familjen Rhytismataceae.   Inga underarter finns listade i Catalogue of Life.